# Austrognatharia
Austrognatharia is een geslacht in de taxonomische indeling van de tandmondwormen (Gnathostomulida).

## Soorten
- Austrognatharia atraclava
- Austrognatharia australis
- Austrognatharia boadeni
- Austrognatharia homunculus
- Austrognatharia kirsteueri
- Austrognatharia medusifera
- Austrognatharia mooreensis
- Austrognatharia pecten
- Austrognatharia sterreri
- Austrognatharia stirialis
- Austrognatharia strunki